# František Drobný
František Drobný (4. listopadu 1884 Nové Město na Moravě – 6. února 1942 Koncentrační tábor Mauthausen) byl český pedagog, činovník Československé strany lidové, odbojář a oběť nacismu.

## Život
František Drobný se narodil 4. listopadu 1884 v Novém Městě na Moravě v rodině učitele Františka Drobného a Josefy, rozené Kunstmüllerové. Stal se učitelem, v roce 1913 pracoval jako suplující profesor na obchodní akademii v Brně, později jako řádný profesor na I. státní obchodní akademii tamtéž. Byl činovníkem Československé strany lidové, mezi lety 1921 a 1940 jejím zemským finančním referentem, též místopředsedou strany na Moravě a členem brněnského Orla. Po německé okupaci v březnu 1939 vstoupil do protinacistického odboje organizovaného Orlem. Poté, co byla odbojová účast Orla odhalena gestapem, došlo 30. listopadu 1941 k zastavení jeho činnosti a zatčení některých činovníků včetně Františka Drobného. Dne 12. prosince 1941 byl pro rušení veřejného pořádku a bezpečnosti a pro přípravu velezrady odevzdán gestapu, převezen do koncentračního tábora Mauthausen, kde 6. února 1942 zahynul.

## Rodina
František Drobný se v roce 1913 v Novém Městě na Moravě oženil s Marií Moučkovou. Manželům se téhož roku narodil syn Stanislav, budoucí právník, politik a politický vězeň. Vnukem Františka Drobného byl romanista a vysokoškolský pedagog prof. PhDr. Jiří Šrámek, CSc. Svědkem na svatbě byl manželům Drobným poslanec národního shromáždění Československé republiky JUDr. Ladislav Daněk.

## Posmrtná ocenění
- Po Františku Drobném byla v roce 1946 pojmenována jedna z ulic na brněnských Černých Polích[1]
- Františku Drobnému byl v roce 2018 v Brně před domem v ulici Antala Staška čp. 77/29 odhalen Kámen zmizelých[2]